# Irina Slútskaya
Irina Eduárdovna Slútskaya (en ruso: Ири́на Эдуа́рдовна Слу́цкая /iˈrinɑ ˈslutskɑæ/ⓘ, Moscú 9 de febrero de 1979) es una patinadora artística sobre hielo rusa, campeona mundial en 2002 y 2005, medallista olímpica en 2002 y 2006; ha sido la única patinadora en conseguir el título de campeona de Europa siete veces, y fue cuatro veces ganadora del Grand Prix y campeona rusa en cuatro ocasiones. En total, ganó 40 medallas de oro, 21 de plata y 18 de bronce durante su carrera competitiva. Slútskaya, renombrada por su atleticismo, fue la primera patinadora en ejecutar la combinación lutz triple-bucle triple  e inventó la combinación de piruetas conocida como «doble Biellmann». Retirada del patinaje competitivo en 2006, se la considera la patinadora rusa con más éxito en la modalidad de patinaje individual de la historia del deporte.

## Carrera
Slútskaya empezó a patinar a los cuatro años, alentada por su madre, y a la edad de seis años empezó a tomar clases con Zhanna Gromova. En 1996 Slútskaya se convirtió en la primera patinadora individual rusa en ganar el Campeonato Europeo y, en el mismo año, consiguió la medalla de bronce en el Campeonato Mundial. En la temporada siguiente defendió con éxito su  título europeo y quedó en cuarta posición en el  Campeonato Mundial.
En los Juegos Olímpicos de 1998 acabó quinta, por detrás de su compatriota Mariya Butyrskaya. En el Campeonato Mundial, celebrado al mes siguiente, ganó la medalla de plata. En la temporada 1998-1999 no ganó ninguna competición, quedó cuarta en el Campeonato de Rusia y no logró clasificarse para el Campeonato Europeo ni en Campeonato Mundial. Consideró abandonar el patinaje de competición, pero tras una mes de reflexión, durante el que conoció a su marido, decidió continuar. Tuvo un exitoso comienzo de temporada en el Grand Prix de 1999, donde ganó la final patinando un programa con siete saltos triples y dos combinaciones triple-triple, una de ellas un lutz-bucle (o lutz-loop), realizado por primera vez por una mujer en competición. En 2000 ganó por tercera vez el Campeonato Europeo y consiguió la medalla de plata en el Campeonato Mundial, por detrás de Michelle Kwan.
En el Campeonato Mundial de 2001 Slútkaya realizó por vez primera en el patinaje femenino la combinación de saltos salchow triple-bucle triple-toe-loop doble. A pesar de ganar el programa corto y de la mayor dificultad de su programa libre, tuvo algunos fallos en la ejecución de algunos saltos y quedó segunda. Michelle Kwan ganó la competición, gracias a un programa sin errores.
En los Juegos Olímpicos de 2002 Slútskaya ganó la medalla de plata, la segunda vez que una patinadora rusa individual ganaba una medalla olímpica. La estadounidense Sarah Hughes obtuvo el oro, en una decisión muy reñida: de los nueve jueces, 5 prefirieron a Hughes y cuatro a Slútskaya. El Comité Olímpico ruso disputó oficialmente la decisión, pero la protesta fue desestimada. Un mes más tarde Antón Bakov, un político y hombres de negocios ruso, otorgó a Slutskaya una medalla de oro «por una victoria verdadera»; la medalla pesa alrededor de un kilogramo y estaba compuesta enteramente de oro de 18 quilates. En marzo de 2002 Slútskaya consiguió su primer título mundial en el Campeonato Mundial de Nagano, con sendas victorias en el programa corto y programa libre.

### Enfermedad y regreso a la competición

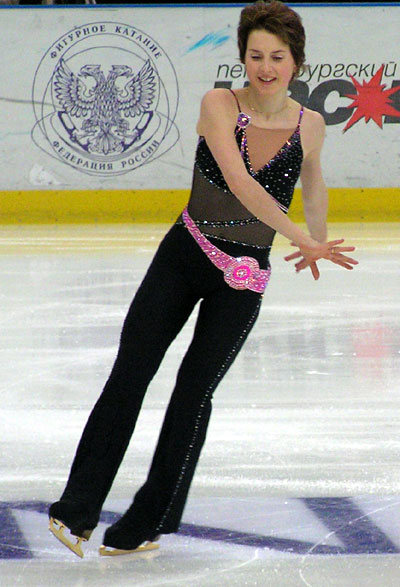
Slutskaya patinando en 2005

Slústskaya decidió no competir en el Campeonato Mundial de 2003, al enterarse de que su madre había enfermado gravemente y necesitaba un trasplante de riñón. Poco tiempo después de que la salud de su madre empezara a mejorar, ella misma empezó a encontrarse fatigada y mostrar hinchazón en las piernas, sin que los médicos pudieran al principio identificar el problema; al final, se le diagnosticó vasculitis.  A pesar de su dolencia, Slútskaya participó en el Campeonato Mundial de 2004, donde no llegó más que a la novena plaza.
Tras una larga estancia en el hospital, la patinadora se recuperó totalmente y tuvo una magnífica temporada en 2005, en la que obtuvo los tres títulos de campeona de Rusia, campeona de Europa y campeona del mundo. En una entrevista, describió su programa libre en el Campeonato Mundial de esta temporada, celebrado en su ciudad natal de Moscú, como el mejor de su vida.
El 19 de enero de 2006, Slútskaya ganó el Campeonato Europeo por séptima vez y batió así el récord de seis victorias establecido por la patinadora noruega Sonja Henie en 1936 e igualado por Katarina Witt en 1988. En los Juegos Olímpicos de 2006 era una de las favoritas. En el programa corto se clasificó en segundo lugar, detrás de la estadounidense Sasha Cohen; en el programa libre sufrió una caída y solo realizó dos revoluciones en uno de los saltos triples planificados. A causa de estos errores descendió un puesto y se tuvo que contentar con la medalla de bronce.
En abril de 2007 Slútskaya anunció que estaba embarazada y tras dar a luz declaró que no pensaba volver al patinaje de competición.

### Actividades postcompetitivas
Tras retirarse del patinaje de competición,  Slútskaya comenzó una carrera en la televisión como presentadora de programas de telerrealidad y espectáculos de patinaje artístico como Stars on Ice, junto con el patinador Yevgueni Pliúshchenko, y Ice Age con el actor Marat Basharov. También ha hecho una incursión en el mundo de la música y participó como actriz en una serie rusa sobre patinaje sobre hielo llamada Hot Ice.
Slútskaya continuó patinando profesionalmente en espectáculos de patinaje artístico, como Winx on Ice, y Skate for the Heart. También participó en el espectáculo de la campeona olímpica Kim Yu-Na All That Skate Summer y en octubre de 2012 tomó parte en la competición  Medal Winner's Open, un evento profesional para medallistas olímpicos y mundiales, donde obtuvo el tercer puesto.
En 2009 ingresó en el Salón de la Fama Internacional Judío de los Deportes. Es embajadora oficial de los Juegos Olímpicos de 2014 en Sochi, Rusia.